# خدای جنگ (کمیک)
خدای جنگ (انگلیسی: God of War) یک کتاب کامیک آمریکایی شش قسمتی است که موضوع آن اساطیر یونانی است و در دنیای سری خدای جنگ قرار دارد. این مجموعه کمیک توسط مارو وولفمن نوشته، توسط آندره‌آ سورنتینو طراحی و جلد هر قسمت توسط اندی پارک که در طراحی بازی ویدئویی نیز نقش داشت طراحی شده‌است. پنج قسمت اول خدای جنگ توسط وایلداستورم منتشر شده‌است. به دلیل تعطیلی کمپانی وایلداستورم در دسامبر ۲۰۱۰، قسمت آخر توسط شرکت مادر آن، دی‌سی کامیکس منتشر شد. انتشار قسمت اول این سری با عرضه بازی خدای جنگ ۳ در مارس ۲۰۱۰ همزمان بود. قسمت آخر این سری در مارس ۲۰۱۱ منتشر شد.
این سری داستان کریتوس، شخصیت اصلی سری بازی ویدئویی را روایت می‌کند. بیشتر داستان فلش‌بک است و یک مأموریت پیشین برای آمبروزیا از اسقلبیوس را نشان می‌دهد و آنرا به داستان کنونی کریتوس برای پیدا کردن آن را نشان می‌دهد. این دو روایت همزمان گفته می‌شوند؛ کریتوس ابتدا تلاش می‌کند دختر در حال مرگ خود، کالیوپه را نجات دهد و سال‌ها پس از آن، او به دنبال نابودی آمبروزیا است تا جلوی رستاخیز آرس را بگیرد.
این سری بازخوردهای گوناگونی داشت. برخی از نقدها مهارت نوشتاری وولفمن را تحسین می‌کردند اما دیگران گفتند اگرچه زمینه آن انگیزه خوبی برای کتاب‌های کمیک و پیش‌درآمد خوبی برای مجموعه بازی‌های ویدیویی بود، اما داستان آن منطقی نیست.منتقدان از آثار هنری داخلی سورنتینو به دلیل «گل آلود بودن» آن انتقاد کردند، اما برخی آن را به دلیل متمایز بودن تحسین کردند و گفتند که او در تنظیم لحن و جو کار خوبی انجام داده‌است.

## انتشار
این سری کمیک در کامیک-کان سن دیگو در سال ۲۰۰۹ معرفی شد و قرار بود که در اکتبر سال ۲۰۰۹ منتشر شود، اما انتشار آن را برای اینکه با انتشار خدای جنگ ۳ همزمان شود تا مارس ۲۰۱۰ به تأخیر انداختند. اسکات اشتاینبرگ، رئیس امور بازاریابی محصولات سونی اینتراکتیو انترتینمنت در یک مصاحبه با آی‌جی‌ان اظهار داشت که «ما برای اینکه یکی از محبوب‌ترین فرنچایزهای بازی ویدئوییمان را به دنیای کمیک بیاوریم و با بزرگترین ناشر کمیک بوک همکاری کنیم، هیجان‌زده‌ایم.» نویسنده مارو وولفمن اظهار داشت وقتی که شایعه ایجاد شدن سری کمیک را شنید، بلافاصله نام خود را برای نویسنده شدن این سری ثبت کرد و برای آن بسیار تلاش کرد زیرا خدای جنگ یکی از سری‌های بازی ویدئویی مورد علاقه او بود. وولفمن گفته او دو قسمت اول را بازی کرده بود پس نیازی به انجام تحقیقات نبود و این موضوع به خاطر این بود که او چیزی را که می‌خواست بنویسد دوست داشت. او چندین نسخه از فیلمنامه داستان بازی دریافت کرد تا اطمینان حاصل شود که او تا جای ممکن کارش دقیق انجام شود. او اظهار داشت که با استودیو سنتا مونیکا، توسعه دهنده سری خدای جنگ روابط نزدیکی داشت و روایت سری کمیک را دقیقاً به داستان ساخته شده توسط استودیو مرتبط کرد. وولفمن گفت که سانتا مونیکا ضمن آشکار کردن حقایق جدید دربارهٔ گذشته کریتوس، از سازگار بودن اسطوره‌ها با یکدیگر اطمینان حاصل کرد.
در یک مصاحبه با کامیک بوک ریسورسز، وولفمن اظهار داشت که استودیوی سانتا مونیکا پیشنهاد استفاده از دو خط زمانی در داستان را داد، به گونه‌ای که رخدادهای گذشته برروی داستان کنونی تأثیر داشته باشد. او شخصیت‌های جدیدی مانند زن کریتوس که در بازی ظاهر شده بود اما نامی نداشت. او گفت که داستان نهایی ترکیبی از ایده‌های او و شخصیت‌سازی استودیوی سانتا مونیکا بود. طراح کمیک، آندره‌آ سورنتینو اظهار داشت «از همان ابتدا مشخص بود سونی و دی‌سی دنبال یک مجموعه کمیک به اصطلاح «کلاسیک» نبودند؛ بنابراین من سبک معمول خودم را استفاده کردم و به آن عناصر نوینی مانند رنگ‌های هماهنگ با جو بازی افزودم.» وی همچنین اظهار داشت که بازی تصاویر سنگین و حماسی‌ای داشت و به راحتی سبک نقاشی خود را با نویسندگی وولفمن هماهنگ کرد و به نظر خود «او بسیار خوب صحنه‌های درام و حماسی را به تصویر می‌کشید.» سورنتینو از رنگ‌های مختلف با توجه به جو آن صحنه استفاده می‌کرد؛ به‌طور مثال از رنگ‌های تند مانند قرمز، نارنجی یا قهوه‌ای در صحنه‌های هیجانی و از رنگ‌های سردتر مانند سبز یا آبی روشن در دیگر صحنه‌ها استفاده می‌کرد تا خوانندگان درجا بتوانند یک واکنش داشته باشند.
این مجموعه کمیک هر دو ماه یک بار میان مارس ۲۰۱۰ و ژانویه ۲۰۱۱ منتشر می‌شد.

## خلاصه

### زمینه
همانند هفت قسمت پیشین بازی ویدئویی خدای جنگ، مجموعه کمیک آن در یک نسخه موازی از یونان باستان قرار دارد که خدایان المپ‌نشین و دیگر موجودات اساطیر یونانی در آن زندگی می‌کنند. داستان آن میان یک زمان پیش از نسخه خدای جنگ:معراج و یک زمان میان خدای جنگ و خدای جنگ: روح اسپارت تقسیم شده‌است. بیشتر داستان فلش‌بک‌ها و گذشته و ارتباط آن با رویدادهای کنونی را روایت می‌کند. در هر دو بخش، شخصیت اصلی داستان کریتوس دریای اژه و یونان باستان را برای اسقلبیوس سفر می‌کند.

### شخصیت‌ها
همانند سری بازی ویدئویی، شخصیت اصلی داستان کریتوس است. داستان کمیک به دو دوران مختلف در زندگی کریتوس ارجاع می‌دهد، دوران ابتدایی زندگی او که در ارتش اسپارت در حال خدمت و یکی از قهرمانان آرس بود و دوران کنونی داستان که پس از شکست دادن آرس نقش خدای جنگ را به دست می‌آورد. بخش‌هایی از داستان که به گذشته ارجاع دارند به چندین خدای المپی مانند آرس، خدای جنگ آرتمیس الهه شکار، هادس خدای دنیای مردگان، هلیوس خدای خورشید، هرمس، خدای سرعت، دزدی و جانوران وحشی و پوزئیدون خدای دریا اشاره دارد. در بخش حال و کنونی، کریتوس با آتنا، الههٔ دانش و آموزگار او و با هکاتونکایر، غول هرج و مرج روبه‌رو می‌شود. شخصیت‌های جزئی که کریتوس در داستان با آن‌ها مواجه می‌شود شامل کاپیتان نیکوس، پادشاه اسپارت، زن کریتوس لیساندرا و دختر او کالیوپه می‌شود. قهرمانان نماینده خدایان شامل پوتیا، قهرمان آرتمیس و ملکه و مبارز آمازون‌ها، سریون، قهرمان آتشین هلیوس، دانائوس، قهرمان هرمس که با جادو توانایی کنترل کردن جانوران را دارد، هرودیوس، قهرمان پوزئیدون از روستای سانتورینی و آلریک، قهرمان هادس و شاهزاده بربرها می‌شود.

### داستان
داستان این کمیک درست پس از شکست دادن آرس، خدای جنگ پیشین به‌دست کریتوس آغاز می‌شود. پس از اینکه کریتوس این مقام را از آن خود کرد، او برای یک مأموریت برای از بین بردن آمبروزیای افسانه‌ای اسقبلیوس می‌رود، یک اکسیر با خواص جادویی که او دربارهٔ آن زمانی که در ارتش اسپارت مشغول خدمت بود فهمید. در طول ماموریتش، کریتوس یاد خاطرات گذشته خود می‌افتد، زیرا او دنبال این اکسیر است تا دخترش کالیوپه را از طاعون نجات دهد. تا شب ماه کامل بعد، کریتوس همراه با گروهی از سربازان اسپارتی برای رسیدن به آمبروزیا آغاز به سفر می‌کنند. در همین دوران، او از کاپیتان نیکوس، مقام بالاتر او دربارهٔ کد افتخار اسپارت مشاوره می‌گیرد.
چندین تن از خدایان المپی، آرتمیس، هادس، هلیوس، هرمس و پوزئیدون تصمیم می‌گیرند با آرس یک شرط‌بندی کنند. هر خدا یک قهرمان انتخاب می‌کند که به دنبال آمبروزیا است و هرکس برنده شود پاداش‌هایی دریافت می‌کند (مانند مجسمه‌های مختلف از او در سراسر یونان). کریتوس دو تا از قهرمانان، هرودیوس و پوتیا را به قتل می‌رساند و حملات جانوران مختلف که خدایان به سوی او فرستاده‌اند را خنثی می‌کند. هادس که ناامید شده بود کاپیتان نیکوس را به قتل می‌رساند و مقام کاپیتان به کریتوس می‌رسد.داناس توسط آلریک کشته می‌شود و او سر آلریک را برای به نگه داشتن قدرت جادویی‌اش نگه می‌دارد. کریتوس «درخت زندگی»، منبع جادوی آمبروزیا را کشف می‌کند که برروی جزیره‌ای کوچک قرار دارد و با سریون روبه‌رو می‌شود. پس از آنکه به‌طور نزدیکی زنده سوزانده شد، کریتوس رقیب خود را شکست داد و او را غرق دریا کرد و با موفقیت آمبروزیا را به دست می‌آورد اما زمانی که او و سربازان اسپارتی در حال ترک جزیره بودند، توسط گله‌ای از سربازان آلریک به آن‌ها حمله می‌شود. پس از آنکه هادس شکست سربازان بربری آلریک توسط اسپارتی‌ها را متوجه می‌شود، تلاش می‌کند که سربازان اسپارتی را به دنیای مردگان بفرستد. آلریک از سر داناس برای اظهار کردن رخ استفاده می‌کند تا به کریتوس حمله کند اما او با یک پرنده که توسط آمبروزیا ساخته شده بود فرار می‌کند. کریتوس آلریک را در یک رخ گرفتار شده تعقیب می‌کند و با دانستن اینکه سربازان اسپارتی با افتخار مرگ برای اسپارت به دنیای مردگان می‌روند، کریتوس و آلریک به نبرد می‌پردازند. در حین نبرد، خیک آمبروزیا سوراخ می‌شود و به هر دو تن از آن می‌پاشد. آلریک به‌طور فجیعی کریتوس را زخمی می‌کند که به کمک آمبروزیا زنده ماند.